# Sony Pictures Television

Beeldmerk van Sony Pictures Television

Sony Pictures Television is de Amerikaanse televisieproductie en -distributietak van Sony Pictures Entertainment. Voorheen stond het ook bekend als Screen Gems, Columbia Pictures Television, TriStar Television en Columbia TriStar Television. In 2002 werd de naam wederom veranderd om onder het paraplumerk Sony te komen vallen. In 2005 kreeg het televisiebedrijf ook de distributierechten van MGM Television in handen, nadat Sony MGM had overgenomen. In 2015 beëindigt MGM de samenwerking met Sony als distributeur weer.

## Televisieshows
- The Ford Television Theater (1948–1957) (overgenomen van Screen Gems)
- Captain Midnight (1954–1958) (overgenomen van Screen Gems)
- Father Knows Best (1954–1960) (overgenomen van Screen Gems)
- Dennis the Menace (1959–1963) (overgenomen van Screen Gems)
- Hazel (1961–1966) (overgenomen van Screen Gems)
- The Merv Griffin Show (1962–1986) (overgenomen van Merv Griffin)
- The Outer Limits (1963–1965 en 1995–2002) alleen distributie sinds 2005 (overgenomen van MGM Television)
- Bewitched (1964–1972) (overgenomen van Screen Gems)
- I Dream of Jeannie (1965–1970) (overgenomen van Screen Gems)
- The Dating Game (overgenomen van Chuck Barris Productions)
- The Newlywed Game (overgenomen van Chuck Barris Productions)
- The Flying Nun (1967–1970) (overgenomen van Screen Gems)
- Days of Our Lives (1965–heden) (in samenwerking met Corday Productions)
- The Partridge Family (1970–1974) (overgenomen van Screen Gems)
- All in the Family (1971–1979) en Archie Bunker's Place (1979–1983) (overgenomen van Norman Lear)
- Maude (1972–1978) (overgenomen van Norman Lear)
- Sanford and Son (1972–1977) (overgenomen van Norman Lear)
- The Joker's Wild (1972–1986) (overgenomen van Jack Barry en Dan Enright)
- Jeannie (1973–1975)
- (The [New] $10,000/$20,000/$25,000/$50,000/$100,000) Pyramid (verschillende versies tussen 1973–2004) (overgenomen van Bob Stewart Productions)
- The Young and the Restless (1973–heden) (in samenwerking met Bell Dramatic Serial Company en Corday Productions)
- Good Times (1974–1979) (overgenomen van Norman Lear)
- The Jeffersons (1975–1985) (overgenomen van Norman Lear)
- One Day at a Time (1975–1984) (overgenomen van Norman Lear)
- Charlie's Angels (1976–1981) (coproductie met Spelling-Goldberg Productions)
- Family (1976–1980)
- The Gong Show (1976–1980) (overgenomen van Chuck Barris Productions)
- What's Happening!! (1976–1979) (overgenomen van Norman Lear)
- Soap (1977–1981) (alleen distributie)
- Fantasy Island (1977–1984) (coproductie met Spelling-Goldberg Productions)
- Diff'rent Strokes (1978–1986) (overgenomen van Norman Lear)
- Tic Tac Dough (1978–1986) (overgenomen van Jack Barry en Dan Enright)
- Benson (1979–1986)
- The Facts of Life (1979–1988) (overgenomen van Norman Lear)
- Ripley's Believe It or Not! (1982–1986 en 1999–2004)
- Silver Spoons (1982–1987) (overgenomen van Embassy Pictures)
- Wheel of Fortune (1983–heden) (overgenomen van Merv Griffin)
- Jeopardy! (1984–heden) (overgenomen van Merv Griffin)
- Punky Brewster (1984–1988)
- Thomas and Friends (1984–heden)
- Who's the Boss? (1984–1992) (overgenomen van Embassy Pictures)
- 227 (1985–1990) (overgenomen van Embassy Pictures)
- What's Happening Now!! (1985–1988)
- Designing Women (1986–1993)
- The Real Ghostbusters (1986–1991) (coproductie met DiC Entertainment)
- Married... with Children (1987–1997) (overgenomen van Embassy Pictures)
- My Two Dads (1987–1990)
- In the Heat of the Night (1988–1994) alleen distributie sinds 2005 (overgenomen van MGM Television)
- Shining Time Station (1989–1997)
- Seinfeld (1989–1998) (alleen distributie)
- Parker Lewis Can't Lose (a.k.a. Parker Lewis) (1990–1993)
- James Bond Jr. (1991–1992) (overgenomen van MGM Television)
- Beakman's World (1992–1998) (overgenomen van Embassy Pictures)
- Mad About You (1992–1999)
- Ricki Lake (1993–2004)
- The Nanny (1993–1999)
- Walker, Texas Ranger (1993–2001)
- The Critic (1994–1995)
- Party of Five (1994–2000)
- Ned & Stacey (1995–1997)
- News Radio (1995–1999)
- Early Edition (1996–2000)
- Jumanji: The Series (1996–1999)
- Malcolm & Eddie (1996–2000)
- The Steve Harvey Show (1996–2002)
- Extreme Ghostbusters (1997)
- Just Shoot Me! (1997–2003) (coproductie met Universal Television)
- Men in Black: The Series (1997–2001)
- Stargate SG-1 (1997–2006) alleen distributie sinds 2005 (overgenomen van MGM Television)
- Dawson's Creek (1998–2003)
- Godzilla: The Series (1998–2000)
- Hollywood Squares (1998–2004) (50% met King World)
- The King of Queens (1998–2007)
- Rude Awakening (1998–2001) (coproductie met Mandalay Television en Showtime)
- Dilbert (1999–2000)
- Dragon Tales (1999–heden) (in samenwerking met Sesame Workshop)
- Screen Gems Network (1999–2001)
- Jackie Chan Adventures (2000–2005)
- Judge Hatchett (2000–heden)
- Sex Wars (2000–2001) alleen distributie sinds 2005 (overgenomen van MGM Television)
- Russian Roulette (2002–2003)
- She Spies (2002–2004) alleen distributie sinds 2005 (overgenomen van MGM Television)
- Joan of Arcadia (2003–2005)
- Huff (2004–2006)
- Kingdom Hospital (2004) (coproductie met Touchstone Television)
- Rescue Me (2004–2011) (coproductie met DreamWorks Television)
- The Bondocks (2005)
- Isa TKM (2008–heden) (coproductie met Nickelodeon)
- The Goldbergs (2013–heden) (coproductie met ABC)
- Hazbin Hotel (2019-heden) (coproductie met Amazon Prime, SpindleHorse, A24, Bento Box Entertainment en Amazon Studios)